# کرایسلر ام‌ئی چهار-دوازده
کرایسلر ام‌ئی چهار-دوازده (به انگلیسی: Chrysler ME Four-Twelve) یک خودروی مفهومی آمریکایی با کارایی بالا است که توسط کرایسلر در سال ۲۰۰۴ مهندسی، توسعه و تولید شد. نام خودرو ترکیبی از موتور میانی با چهار توربوشارژر در یک موتور دوازده سیلندر (Mid-Engine with Four turbochargers on a Twelve cylinder engine) است.
این خودرو در کلاس خودروی اسپورت قرار گرفته و طراحی آن موتور وسط عقب-محور عقب بوده است. سیستم جعبه‌دندهٔ آن ۷ دنده به صورت خودکار است.